# Austropentura hynesorum
Austropentura hynesorum is een steenvlieg uit de familie Austroperlidae. De wetenschappelijke naam van de soort is voor het eerst geldig gepubliceerd in 1988 door Theischinger.